# Сидни, Роберт, 2-й граф Лестер
Роберт Сидни (англ. Robert Sidney; 1 декабря 1595, Лондон, Королевство Англия — 2 ноября 1677, Пенсхерст, Кент, Королевство Англия) — английский аристократ, 2-й граф Лестер, 2-й виконт Лайл и 2-й барон Сидни с 1626 года, рыцарь Бани. При жизни отца, 1-го графа Лестера, заседал в Палате общин (1613, 1620, 1622, 1624—1625). Был послом в Дании и во Франции, членом Тайного совета, занимал должности лорда-лейтенанта Ирландии (1641—1643) и Кента (1642). Отказался поддержать Карла I во время гражданской войны, из-за чего был вынужден уйти в отставку. После Реставрации Стюартов ненадолго вернулся в политику.

## Биография
Роберт Сидни принадлежал к старинному рыцарскому роду. Его дед, сэр Генри Сидни (умер в 1586), женился на Мэри Дадли, дочери 1-го герцога Нортумберленда, и благодаря этому браку получил ряд поместий в Кенте. Братом Мэри был фаворит королевы Елизаветы Роберт Дадли, граф Лестер. Старший сын сэра Генри Филип (1554—1586) прославился как военный и поэт, а второй сын, Роберт, вошёл в Палату лордов: в 1603 году он получил титул барона Сидни, в 1605 — виконта Лайла, в 1618 — графа Лестера. В первом браке Роберта с Барбарой Гамадж родились шесть сыновей и пять дочерей; первым ребёнком стал Уильям, вторым — Роберт.
Роберт Сидни-младший появился на свет в 1595 году в особняке Бейнард в Лондоне. После восшествия на престол Якова I он воспитывался при дворе наследника престола принца Генри, но в 1605 году был отослан домой, так как ударил ножом своего учителя (тот пригрозил, что выпорет его за какой-то проступок). Впоследствии Сидни учился в колледже Крайст-Чёрч в Оксфорде, где проявил трудолюбие; он основательно изучил классическую литературу, освоил латынь, французский, итальянский и испанский языки, заинтересовался математикой. В июне 1610 года, когда принц Генри получил титул принца Уэльского, Сидни стал рыцарем Бани. В Оксфорде он оставался как минимум до конца 1610 года, а в апреле 1611 года поступил на военную службу. В качестве командира пехотной роты сэр Роберт присоединился к старшему брату и отцу во Флиссингене на континенте (Сидни-отец, к тому моменту виконт Лайл, был там губернатором). После смерти брата в декабре 1612 года Роберт стал наследником отца и принял командование старшей ротой во Флиссингене. В 1613 году он стал депутатом Палаты общин, представлявшим Уилтон (Уилтшир). Известно, что в этом созыве сэр Роберт состоял в четырёх комитетах, но не произнёс ни одной речи. Находясь в палате, сэр Роберт вёл записи, которые сохранились и стали ценным историческим источником.
Тем временем виконт Лайл начал искать невесту для сына. Он вёл переговоры с сэром Генри Сэвилом, но тот был вынужден ему отказать: единственная дочь Сэвила Элизабет уже была помолвлена с сэром Уильямом Сидли. Позже Сидни пытался договориться о семейном союзе с Томасом Сесилом, 1-м графом Эксетером, но снова получил отказ. Тогда он предложил породниться находившемуся в Тауэре Генри Перси, 9-му графу Нортумберленду. Тот ответил, что даст приданое в пять тысяч фунтов стерлингов, но виконт хотел получить не меньше шести тысяч. Возник ещё один вариант — единственная дочь кентского соседа Сидни Томаса Уотсона, служившего в казначействе. Однако Роберт-младший влюбился в одну из дочерей Нортумберленда и тайно женился на ней. И виконт, и граф были шокированы этой новостью, но им пришлось смириться. В 1618 году Нортумберленд выплатил приданое в шесть тысяч фунтов, а Лайл предоставил супругам ренту, 200 фунтов в год.
Одним из важных последствий женитьбы Сидни стало его знакомство с клиентом Нортумберленда, известным математиком и астрономом Томасом Харриотом. Впоследствии сэр Роберт говорил о Харриоте как о своём «особом друге и наставнике».
В 1616 году Сидни стал командиром английского полка на голландской службе. В августе 1618 года его отец получил титул графа Лестера, а сэра Роберта начали именовать виконт Лайл. В следующем году Сидни сопровождал свояка, Джеймса Хея, виконта Донкастера, в его дипломатической поездке в Курпфальц (Хей должен был стать посредником между курфюрстом и императором в связи с чешским кризисом). В числе спутников виконта был Джон Донн. В 1620 году отец потребовал от Сидни уйти в отставку, заявив, что он не в состоянии продолжать оплачивать огромные расходы, связанные со службой. Сэр Роберт ответил отказом и в свою очередь попросил увеличить содержание, чтобы он мог перевезти в Голландию жену и детей. Получив отказ, виконт был вынужден занять у сэра Генри Невилла 600 фунтов стерлингов под проценты. Денег ему не хватало и в дальнейшем: как большинство молодых аристократов той эпохи, Сидни был расточителен, имел пристрастие к азартным играм, к тому же тратился на покупку книг. В источниках упоминаются купленные им «Размышления короля о молитве Господней», трактат «Пантометрия», сборник произведений Лукиана и др. Когда расходы стали совсем неподъёмными, виконт продал свою полковничью должность сэру Эдварду Харвуду за 1700 фунтов (май 1623).
Сидни продолжал заседать в Палате общин. В ноябре 1620 года он был избран от Кента, в 1624 и 1625 — от Монмутшира (мандат 1624 года ему достался благодаря двоюродному брату Уильяму Герберту, 3-му графу Пембруку). В 1626 году, после смерти отца, сэр Роберт унаследовал семейные владения и занял место в Палате лордов как 2-й граф Лестер. В 1632 году он был чрезвычайным послом в Дании, в 1636 году был направлен в Париж для переговоров о союзе; Карл I хотел оказать давление на Испанию и Баварию, чтобы те вернули Курпфальц его племяннику Карлу I Людвигу. Союз не был заключён, но Сидни оставался в Париже до 1641 года. Во время краткого визита в Англию в 1639 году он был назначен членом Тайного совета. Шурин сэра Роберта, Элджернон Перси, 10-й граф Нортумберленд, добивался для него поста государственного секретаря, но этому назначению воспрепятствовал архиепископ Уильям Лод, считавший Сидни пуританином.
В июне 1641 года Сидни стал лордом-лейтенантом Ирландии, сменив на этом посту графа Страффорда. Он долго не отправлялся в Ирландию. Годом позже, когда началась гражданская война, король назначил графа лордом-лейтенантом Кента и попытался оставить его при себе. Сэр Роберт оказался в сложном положении: «Парламент приказывает мне немедленно уехать, — написал он свояченице, — король приказывает мне оставаться, пока он не отпустит меня. Снабжение одного и авторитет другого одинаково необходимы. Я не знаю, как получить и то, и другое, и, скорее всего, у меня ничего не будет… Меня подозревают и мне не доверяют ни с той, ни с другой стороны». 29 ноября 1642 года, когда граф уже собирался отплыть в Ирландию, Карл I вызвал его к себе в Оксфорд и там продержал целый год. Сидни участвовал в заседаниях Тайного совета, но при этом отказывался участвовать в гражданской войне. В конце концов в ноябре 1643 года король заставил его уйти в отставку.
Граф поселился в своём поместье Пенсхерст, где посвятил себя учёным занятиям. В 1645 году он присягнул на верность парламенту, но в Палате лордов не появлялся, понимая, что новая власть к нему не расположена. В 1649—1650 годах в Пенсхерсте жили под опекой Сидни дети Карла I — Елизавета и Генри, герцог Глостерский. После Реставрации Стюартов сэр Роберт был вновь принят в Тайный совет и вернулся в Палату лордов (1660), но в том же году уехал в Пенсхерст. Больше он не занимался политикой.
Грвф Лестер умер 2 ноября 1677 года и был похоронен в Пенсхерсте.

## Личность
Эдуард Хайд, 1-й граф Кларендон, отзывался о Роберте Сидни как о человеке очень сдержанном, «очень сведущим в книгах» и увлечённом математикой. В зрелом возрасте Лестер был удивительно похож на своего дядю, сэра Филипа Сидни. Граф был ревностным протестантом, он боялся восстановления в Англии католицизма и внешней угрозы со стороны Испании. В письме сэру Дадли Карлтону, датированном январём 1623 года, сэр Роберт заявил, что «вавилонская блудница, в наши дни римская блудница, сейчас скачет на испанском звере, который поглотит или, по крайней мере, покорит весь мир».

## Семья
Граф был женат приблизительно с января 1615 года на Дороти Перси, дочери Генри Перси, 3-го графа Нортумберленда, и его жены Доротеи Деверё. В этом браке родились шесть сыновей и девять дочерей, в том числе:
- Изабелла (умерла в 1663), жена Филиппа Смита, 2-го виконта Стрэнгфорда[5];
- Дороти (1617—1684), жена Генри Спенсера, 1-го графа Сандерленда, и Роберта Смита[7];
- Филипп, 3-й граф Лестер (1619—1698)[5];
- Элджернон (1622—1683)[5][8];
- Роберт (1626—1668)[9];
- Люси (1630—1685), жена Джона Пелхема, баронета[8];
- Генри, 1-й граф Ромни (1641—1704)[5].

На сестре Доротеи, Люси Перси, был женат Джеймс Хей, виконт Донкастер и 1-й граф Карлайл. Свояки были очень дружны, однако в 1622 году между ними вспыхнула ссора. Сидни спросил Хея, почему тот целых полгода его игнорирует; Хей обозвал его лжецом, Сидни в ответ ударил свояка по лицу. Несмотря на вмешательство Бекингема, Леннокса, Нортумберленда и отца сэра Роберта, примирить противников удалось только к началу 1628 года.